# Корабельников, Олег Сергеевич
Олег Сергеевич Корабельников (род. 13 августа 1949 года, г. Красноярск) — российский писатель, лауреат премии «Аэлита» (1990).

## Биография
Родился в 1949 году в Красноярске в семье военного. Закончил Красноярский медицинский институт, с 1973 года работает врачом-реаниматологом. В 1976 году поступил на заочное отделение в Литературный институт имени Горького, который закончил шесть лет спустя.
С 1972 по 1997 год опубликовал несколько десятков повестей и рассказов, выходивших как в сборниках, так и отдельными книгами. Произведения Корабельникова переведены на четырнадцать языков, включая английский, китайский, немецкий, французский и японский. Две повести легли в основу сценариев художественных фильмов.
Корабельникова обычно относят к писателям-фантастам, однако сам себя он не считает ни фантастом, ни профессиональным писателем: «К великому счастью своему литературой не заболел и писателем себя не считаю. Только врачом. А хобби и есть хобби. Собирать марки или писать романы — для меня вещи равнозначно несерьезные, призванные лишь отвлечь человека от тоски и одиночества перед неизбежной смертью».
В настоящее время отошел от активной литературной деятельности.

### Повести и рассказы
- Микродилогия (1972)
- Настоящие мужчины (1976)
- Рассеченная плоть (1977)
- Мастер по свету (1977)
- Маленький трактат о лягушке и лягушатнике (1977)
- Облачко над головой (1978)
- Ось (1978)
- Стол Рентгена (1978)
- Прикосновение крыльев (1978)
- Гололед (1979)
- Башня птиц (1979)
- Встань и лети (1979)
- Дом и домовой (1980)
- О свойствах льда (1980)
- Надолго, может, навсегда (1981)
- И распахнутся двери (1982)
- Разделение сфинкса (1983)
- Замнем для ясности (1983)
- Ленивый чудотворец (1983)
- Пьеро хочет быть человеком (1983)
- Тебя позовут, подкидыш (1983)
- Глупые сказки (1984)
- Несбывшееся, ты прекрасно! (1984)
- К востоку от полночи (1985)
- Мертвая вода (1986)
- И небо, как свиток (1987)
- Мифы (1996)

### Авторские сборники
- Башня птиц (1981)
- И распахнутся двери (1984)
- Прикосновение крыльев (1986)
- Мертвая вода (1989)
- К востоку от полночи (1989)
- Двойная бездна (1992)
- Башня птиц (1997, не путать с одноименным сборником 1981 года)
- Мертвая вода (2013)
- Избранные произведения в двух томах (2015)